# Kadija Bah
 (avril 2025).
Pour les articles homonymes, voir Bah.
Kadija Bah, née le 7 janvier 1975 à Conakry en République de Guinée, est une entrepreneure guinéenne, activiste et spécialiste en communication.
Depuis juin 2014, elle est la directrice des opérations et du développement des Bluezones de Conakry,.

## Biographie et études
Kadija Bah, est née à Conakry, elle a fait ses études primaires à Dixinn Centre 2, le collège et le Lycée à Donka. Après, le baccalauréat, elle a fait une année d'etudes en médecine avant de changer pour faire la littérature au centre d'étude de la langue anglaise (CELA) de Conakry, d'où elle est diplômé en 1998.
Elle rejoint la France, pour faire des études de communication globale à l'institut international de communication de Paris (IICP) de 2002 à 2003, puis elle fait un stage d'une année à la radio Africa Nº1 de 2003 à 2004. 
Au Canada, elle fait des etudes de ES d'Art a l'Université du Québec à Montréal de 2004 en 2008, cumulativement dès 2007, assistante production à l'Office national du film du Canada, Montréal jusqu'en 2008.

## Parcours professionnel
Kadija Bah devient en 2008, membre du jury du festival Vues  d'Afrique, la même année, Dell Financial Services de Toronto en tant que responsable de la clientèle francophone.
En 2010, elle décide de revenir en Guinée et elle devient directrice générale de Ladies In Management qu'elle avait créée en 1998. En Janvier 2013, Kadija rejoint le groupe Bolloré Africa Logistics, en tant que responsable de la communication et du développement durable jusqu'en juin 2014. À la même période, en octobre 2013, elle est panéliste, The African Creative Economy Meeting organisé par ARTERIAL NETWORK,  Cape Town, Afrique du Sud puis en août 2014, panéliste, lors du forum « Afrique : nouveaux modèles de partenariat pour la croissance », à  l’occasion du sommet USA-Afrique, Washington, DC.
En juin 2014, elle est nommée directrice des opérations et du développement des Bluezones de Conakry. Elle participe au programme IVLP (International Visitors for Leadership) sur l'impact de  l'entrepreneuriat social dans l'économie des États-Unis : Washington DC, Salt  Lake City, Portland et Cincinnati de juillet en août 2016.
En 2017, lors de la première édition des J Awards, elle est la présidente du Jury des Awards. En septembre 2018 à Conakry, lors du Women Meeting Day, elle est panéliste sur le thème « Le  numérique au cœur de l’entrepreneuriat féminin »,.

## Activiste
Kadija Bah est membre de plusieurs associations féminines, notamment , présidente de la Fondation Kadija Bah pour l’éducation des jeunes filles et l’autonomisation des femmes, membre de la coalition des femmes de Guinée pour la Paix et également membre du réseau des femmes ministres et parlementaires. Fondatrice de la Radio KadiFM et présidente de FC Colombe (Association pour l’éducation des jeunes filles à travers le football). 

## Prix et reconnaissances
- 1998 : Premier prix de texte français par l'Alliance franco-guinéenne, pour Les épouses, Conakry, Guinée
- 2014. Nommée meilleur espoir féminin par le magazine Gmouma[9].
- 2017 : Récipiendaire du Prix africain du Développement PADEV